# Лысая Гора (Томская область)
Лысая Гора —  упразднённая в 2014 году деревня в Молчановском районе Томской области России. Входила на год упразднения в состав Суйгинского сельского поселения. 

## История
Основана в 1913 г. В 1926 году состояла из 5 хозяйств, основное население — русские. В составе Смолокуровского сельсовета Молчановского района Томского округа Сибирского края.
Упразднена в 2014 г.

## Население
| 1920 | 1926 | 2002 | 2008 | 2010 | 2012 | 2013 |
| ---- | ---- | ---- | ---- | ---- | ---- | ---- |
| 5    | ↗19  | ↗45  | ↘23  | ↘1   | →1   | ↘0   |
| 2014 |      |      |      |      |      |      |
| →0   |      |      |      |      |      |      |